# شيلب عريض الرأس
شيلب عريض الرأس (الاسم العلمي:Schilbe laticeps) هو نوع من الأسماك يتبع جنس الشيلب من فصيلة الشيلبيات.